# Stephan Sulke
Stephan Sulke (* 27. Dezember 1943 in Shanghai) ist ein Schweizer Musiker, Liedermacher, Komponist, Liedtexter, Keyboarder, Pianist, Gitarrist, Musikproduzent, Toningenieur, Maler, Bildhauer und Autor.

## Leben
Sulke, Sohn Berliner Juden, wurde in China im sogenannten Shanghaier Ghetto geboren, nachdem seine Eltern 1939, kurz vor Beginn des Zweiten Weltkrieges, vor den Nationalsozialisten geflüchtet waren. 1947 siedelte die Familie von Shanghai in die Schweiz um. Dort starb der Vater mit 49 Jahren und seine Mutter heiratete erneut, einen Romand, sodass Sulke im französischen Teil des Landes dreisprachig (deutsch, französisch und englisch) aufwuchs. Gelegentlich kam er zu den Großeltern nach Berlin oder flog zu einer Tante nach Atlanta/USA. Die Familie betrieb ein Hotel am Genfersee.
Mit vierzehn kaufte Sulke sich eine Gitarre. Bereits 1962 gewann Sulke den Nachwuchswettbewerb in Frankreich und erhielt dafür einen Schallplattenvertrag bei der Firma Pathé Marconi. Bei dieser nahm er in Paris unter dem Pseudonym „Steff“ seine zweite Platte auf. Die A-Seite hieß Mon tourne-disque, für die er 1963 den Grand Prix du Premier Disque erhielt. Dieser Preis wurde ihm vom französischen Schauspieler und Chansonsänger Maurice Chevalier überreicht. 1965 veröffentlichte er in Deutschland die Single He, Little Blondie (Little Honda) und in den USA eine weitere. Das in Nashville im RCA Studio B aufgenommene Lied mit dem Titel Where Did She Go, wurde viel im Rundfunk gespielt und platzierte sich dadurch, vor allem in den Südstaaten-Hitparaden, erfolgreich. Deshalb nahm er bis 1967 weitere Singles in Amerika, aber auch in Frankreich, auf. Um Rechtswissenschaften an den Universitäten Zürich und Bern zu studieren, kehrte er im selben Jahr in die Schweiz zurück. Parallel veröffentlichte er unter verschiedenen Pseudonymen Schallplatten in Englisch und Französisch. Einen Studienabschluss erreichte er nicht.
1969 baute er sein eigenes Tonstudio in Biel, wo er für Künstler aus der Jazz- und Pop-Szene Aufnahmen machte. Dann lernte er Claude Nobs, den Gründer des Montreux Jazz Festivals kennen, mit dem er die Idee entwickelte, Konzerte in professioneller Qualität aufzunehmen. Ab dem Sommer 1970 schnitt Sulke die Konzerte des Festivals im Casino von Montreux, von u. a. Santana, Roberta Flack, Bette Midler, The Doors, Stan Getz und Fats Domino, mit. 1971 sollte in diesem Casino Sulkes neues Tonstudio entstehen, doch am Tage vor Baubeginn brach während eines Frank-Zappa-Konzertes (Sulke war im Saal zugegen) ein Feuer aus (Deep Purple schrieben darüber ihren Welt-Hit Smoke On The Water) und zerstörte dabei nicht nur das Casino, sondern auch seinen Plan (und Traum) des eigenen Studios.
Einige Zeit später zog Sulke nach Genf, um sich dort ein Tonstudio einzurichten. Dieses wurde sogar einmal von London aus telefonisch für zwei Stunden, für seine wohl bekanntesten Kunden, reserviert: Mick Jagger und Keith Richards von den The Rolling Stones. Sie brachten ein Band mit, das Sulke abspielte. Mick Jagger sang ein paar Mal, Keith Richards hörte lediglich zu.
1972 gründete Sulke eine Elektronik-Firma für Studiotechnik in London, die später nach Biel verlegt wurde. Zu den Kunden gehörte u. a. auch das ZDF, dem er ein Mischpult anfertigte.
1976 erschienen erstmals unter seinem richtigen Namen erste eigene Lieder in deutscher Sprache. Er wurde im ganzen deutschsprachigen Raum bekannt und war auch in zahlreichen Fernsehsendungen zu Gast. Sein erster Fernsehauftritt in Deutschland war am 23. Oktober 1976 in der live übertragenen Samstagabend-Unterhaltungssendung Am laufenden Band mit Rudi Carrell, wo er das Lied Lotte, aus seiner ersten und aktuellen LP Stephan Sulke, vortrug. 1977 erhielt er als Nachwuchskünstler des Jahres und 1982 als Künstler des Jahres von der Deutschen Phono-Akademie den Deutschen Schallplattenpreis (Vorgänger des Echos). In der Begründung 1982 hieß es, er sei einer der „stillen, bescheidenen Liedermacher im Lande“. Seine ersten elf Platten, von Stephan Sulke bis inklusive Versöhnung (siehe „Diskografie“), erschienen beim Stuttgarter Musiklabel Intercord. Sulkes selbst geschriebenes Lied Ich hab dich bloß geliebt, das das erste Mal 1979 auf der LP Stephan Sulke 4 veröffentlicht wurde, coverte 1983 Herbert Grönemeyer auf seinem Album Gemischte Gefühle. Grönemeyer war ebenfalls seinerzeit bei Intercord unter Vertrag. Neben seinen eigenen Liedern komponierte und textete Sulke aber auch für andere Künstler, wie etwa für Katja Ebstein und Erika Pluhar.
Auch wenn Sulke mit Titeln wie Ulla, Lotte, Der Mann aus Russland oder Butzi bereits einige erfolgreiche Hits verbuchen konnte, erschien 1981 auf seiner Langspielplatte Stephan Sulke 6 sein wohl bis heute bekanntestes Lied: Uschi, mit dem er am 7. Juni 1982 den dritten Platz in der ZDF-Hitparade erreichte. Daher sang Sulke das Lied dort erneut am 5. Juli. Dieter Thomas Heck, Moderator der Sendung, wurde von Sulkes Wunsch überrascht, sich zusätzlich zum vorgeschriebenen Live-Gesang auch noch live am Klavier zu begleiten. Hinzu kommt, dass er beim ersten Auftritt am 7. Juni das Lied, zwischen der dritten und vierten Strophe, mit einer zusätzlichen eingefügten, eigens von ihm für die ZDF-Hitparade getexteten Strophe, vortrug. Laut Sulke wurde Uschi eigentlich nur als „Auffüllware“ geschrieben, da noch ein Lied fehlte, um die LP voll zu bekommen. 1982 schrieb er die Aphorismensammlung Kekse, gefolgt 1984 von  der Autobiographie Liebe gibts im Kino.
1989 zog sich Sulke, nach seiner vorerst letzten veröffentlichten CD Habt mich doch alle gern, zunächst aus der Branche zurück, und dies ganz ohne öffentliche Mitteilung sowie ohne Verabschiedung von seinen Fans. Im Nachhinein verstanden sie jedoch allmählich, dass der Album-Titel Habt mich doch alle gern sowie ebenso das auf dieser Platte enthaltene Lied Ganz so hat ichs mir nicht vorgestellt, eigentlich die Ankündigung seines Abgangs waren. Seine Anhänger tappten demnach all die folgenden Jahre im Dunkeln und wussten nicht, was mit ihm los sei. Der Umstand, dass diese Platte seine erste und einzige ist, die ohne Beiheft, und lediglich mit nur einem einzigen Blatt als Cover auskommt, war zwar seinerzeit sehr merkwürdig, passte jedoch zur Gesamtsituation und zu seiner getroffenen Entscheidung, einen dicken Strich unter das Musik-Business zu ziehen. Er hatte vor allem mit den Plattenfirmen abgeschlossen und war von ihnen angewidert, da sich nur noch alles um den Umsatz und den Ertrag drehte. Ab 1991 arbeitete er mit dem Architekten Kurt Feldweg in Berlin an verschiedenen Bauprojekten.
Im Frühjahr 1994 meldete sich Sulke mit schweren Kopfverletzungen an der polnischen Grenze bei der Polizei in Frankfurt (Oder); er gab an, wie im Film von Ganoven entführt und verprügelt worden zu sein. Einer hielt ihm gar von hinten eine Pistole an die Schläfe, sie betäubten ihn mit Gas, legten ihm Handschellen an, verbanden seine Augen, legten ihn in seinen Pkw-Kofferraum und fuhren mit ihm davon. Nach etwa zwei Stunden ließen sie ihn schließlich in der Wildnis wieder laufen. Da sein 500er Mercedes später ausgebrannt aufgefunden wurde, spekulierte die Polizei auf die sogenannte Auto-Mafia als Täter. Danach zog sich Sulke zeitweilig aus der Öffentlichkeit zurück.
Comeback nach 10 Jahren: 1999 brachte er völlig unerwartet mit moll & dur eine neue CD heraus, und im Jahr 2000 war er auch wieder auf der Bühne zu sehen und tourte durch Deutschland und die Schweiz. Auf dieser Tournee wurde das Konzert vom 17. März 2000 im Veranstaltungshaus Alte Oper in Frankfurt am Main aufgenommen und im selben Jahr mit der doppelten CD Live veröffentlicht. Seit seiner musikalischen Rückkehr 1999 bringt Sulke in (un-)regelmäßigen Abständen Alben raus, 2017 erschien seine neue Platte Liebe ist nichts für Anfänger beim deutschen Musiklabel Staatsakt. Es war seine erste, als CD und LP erhältliche Produktion, bei diesem Musikverlag.
2001 geriet Sulke in die Schlagzeilen, da er bei seinen Immobiliengeschäften auch einen Vertrag mit dem MDR geschlossen hatte. So wurde mit dem damaligen Leiter des MDR Udo Reiter 1992 ein Wohnungsbauprojekt vereinbart, da nach der Wiedervereinigung der Wohnungsmangel auch für MDR-Mitarbeiter spürbar war, das aber unterm Strich dem MDR bis 2005 mehrere Millionen Euro Verlust einbrachte.
2001 trat Sulke auch als Maler und Bildhauer in Erscheinung. In Kelkheim-Ruppertshain wurde seine Ausstellung, das bildnerische Werk unter dem Titel Material lacht – Bilder und Skulpturen, in einer Galerie erstmals der Öffentlichkeit vom 17. November bis zum 9. Dezember 2001 präsentiert.
2005 schrieb Sulke die Musik, Christian Berg die Texte, für das Kindermusical Heidi … ein Berg-Musical. Ebenfalls 2005 coverte Sulke zwölf seiner eigenen Lieder aus den Alben Stephan Sulke (1976) bis Stephan Sulke 5 (1980) selbst, und veröffentlichte diese neuen Aufnahmen und Versionen auf der CD Ich sing mich – Sulke feat. Sulke Vol. 1. Der Zusatz „Vol. 1“ ließ jedoch bisweilen vergeblich auf mehr hoffen.
Über seine abwechslungsreiche Musik sagte Sulke im Gespräch mit der Deutschen Presse-Agentur: „Meine Musik war immer eine Mischung aus Sarkasmus, Melancholie und etwas Blödelei“.
Sulke lebt mit seiner italienischen Frau Rosanna in der Schweiz und in Südfrankreich.
Im Oktober 2009 hielt Sulke die Laudatio auf den deutschen Astrophysiker Harald Lesch, als dieser in Berlin zum Pfeifenraucher des Jahres 2009 gekürt wurde.
Sulke absolvierte 2018 und 2019 erneut eine Konzerttournee. Der Bundespräsident a. D. Christian Wulff ist ein Stephan-Sulke-Fan und war im Oktober 2019 im Bühler Schütte-Keller Zuschauergast eines Sulke-Konzerts. Bereits 2011 kam es zu einem Zusammentreffen beider, als das ZDF Sulke beauftragte, ein Weihnachtslied zur offiziellen Feier „Alle Jahre wieder –  Weihnachten mit dem Bundespräsidenten“ beizusteuern. Zu diesem Anlass schrieb Sulke dann das Lied Schöne Weihnachtszeit. Die Aufzeichnung fand am 17. Dezember 2011 in der Schlosskirche der Lutherstadt Wittenberg in Gegenwart von Herr und Frau Wulff sowie des Ministerpräsidenten Reiner Haseloff statt. Die Sendung wurde von Carmen Nebel moderiert und am 24. Dezember 2011 im Vorabendprogramm des ZDF ausgestrahlt.
Stephan Sulke lädt in unregelmäßigen Zeitabständen von ihm neu aufgenommene Liederversionen auf seinem YouTube-Kanal hoch. Dieser zeigt an, dass die dort enthaltenen Videos insgesamt seit 2007 über eine Million Mal angeklickt wurden.
2023 war er auf Tour unter dem Motto „Bevor es zu spät ist“. 2024 stellte er seine selbstgemalten Bilder in Worms unter dem Titel „Ich brauch den Platz“ aus. Unter den Titeln Bevor es zu spät ist und Ich spiel meine Lieder gab Sulke im April und Mai 2025 in Deutschland sieben Konzerte.

## Auszeichnungen
- 1977 – Deutscher Schallplattenpreis als Nachwuchskünstler des Jahres
- 1982 – Deutscher Schallplattenpreis als Künstler des Jahres. Von der Deutschen Phono-Akademie hieß es in der Begründung, er sei einer der „stillen, bescheidenen Liedermacher im Lande“
- 1985 – Ehrenpreis des Belgischen Rundfunks (BRF) für hervorragende Text-, Kompositions- und Interpretationsleistungen

## Diskografie

### Alben
- 1976: Stephan Sulke
- 1977: Stephan Sulke 2
- 1978: Stephan Sulke 3 – Andermann der konnte…[28] (Stephan Sulke komponierte diese Lieder für die ZDF-Fernsehserie Spiel mit Puppen. Die Texte stammen aus der Feder von Stephan Sulke und Siegfried Rabe)
- 1979: Stephan Sulke 4
- 1980: Stephan Sulke 5
- 1980: live (Doppel-LP)
- 1981: Stephan Sulke 6
- 1982: Stephan Sulke 7 – Kekse
- 1983: Ausgewähltes (Kompilation) (Dies ist die erste Kompilation des Künstlers. Von den insgesamt 16 Liedern wurden hier 5 davon in jeweils neuer aufgenommener Version zum ersten Mal veröffentlicht)
- 1984: Liebe gibts im Kino
- 1985: Versöhnung
- 1986: Stephan Sulke ’86
- 1987: Stephan Sulke 13
- 1989: Habt mich doch alle gern (Kurz vor Veröffentlichung der Platte, sollte sie eigentlich noch „90“ betitelt werden)
- 1997: Best Of Vol. 1 (Kompilation)
- 1997: Best Of Vol. 2 (Kompilation)
- 1999: moll & dur
- 2000: Live (Doppel-CD)
- 2001: …ich mach’s wieder (Doppel-CD. CD 1 = Studioalbum. CD 2 ist eine Überarbeitung seiner Autobiografie Liebe gibts im Kino (siehe unten unter Literatur), in Form eines 74-minütigen Hörbuchs mit dem Titel Aus dem Leben eines Bänkelsängers. Erzählt von Stephan Sulke und untermalt mit von ihm eigens komponierter Instrumentalmusik)
- 2004: 60 (Enthält mit dem Lied Maurice das bisweilen einzige instrumentale Stück auf einem Sulke-Album)
- 2005: Pop & Poesie „Niederfallen ferner Sterne“ Die schönsten deutschen Balladen (Sulke präsentiert auf dieser CD seine Lieblingsballaden von Goethe, Heinrich Heine, Theodor Fontane, Rainer Maria Rilke, Hugo von Hofmannsthal, C.F. Meyer und Gottfried Keller, in eigenwilligen und unkonventionellen Interpretationen)
- 2005: Heidi …ein Berg-Musical (Musik: Stephan Sulke, Texte: Christian Berg)
- 2005: Ich sing mich – Sulke feat. Sulke Vol. 1
- 2009: Essential (Kompilation)
- 2009: Mensch ging das aber schnell …
- 2011: Die ersten 8 (Seine acht ersten Studio-Alben in einer Acht-CD-Box)
- 2011: Enten hätt’ ich züchten sollen… (u. a. Sulke im Duett mit Milva und in deren zwei mit Lilo Wanders). (Milva und Sulke trugen das Lied Das muss doch gehn, am 2. April 2011 in Klagenfurt in der ZDF-Samstagabend-Sendung von Carmen Nebel vor)
- 2017: Liebe ist nichts für Anfänger
- 2018: Die Box 1976–1986 (Seine zehn ersten Studio-Alben in einer kompakten Fünf-CD-Box)

### EPs
- 1963: Jolies filles / Je ne t´aime pas / Mon tourne-disque / Je suis jeune (als Steff)
- 1964: Ce jour là / Elle sera belle (als Steff)
- 1964: On me dit / Depuis ton départ (als Steff)
- 1964: Écris un mot / Dis moi, tu m’aimes (als Steff)
- 1964: On me dit (als Steff)
- 1967: I’m a Simple Man (als Steff Sulke)

### Singles
als Steff
- 1962: Mon tourne-disque
- 1962: Jolies filles
- 1964: Keiner außer mir (Whouh-Ouee)
- 1964: He, Little Blondie (Little Honda)
- 1965: Du hast mir den Kopf verdreht (mit Orchester)
- 1965: Ce jour là
- 1965: Depuis ton départ
- 1965: Where Did She Go
- 1966: She’s All Right
- 1966: Had a Dream

als Steff Sulke
- 1967: I’m a Simple Man
- 1967: Oh, What a Lovely Day
- 1967: Broken Dreams
- 1968: Strings of My Heart

als Kiss Inc.
- 1970: Hey Mr. Holy Man / B-Seite: Kids are cryin´
- 1971: Monsieur mon Père (Französische Version von „Hey Mr. Holy Man“) / B-Seite: There´s you

als Stephan Sulke
- 1976: Herr Ober, noch zwei Bier
- 1976: Lotte
- 1976: Du machst mir noch mein Herz kaputt
- 1977: Der Mann aus Russland
- 1982: Uschi
- 1982: In der Schule lernt man eh bloß Quark
- 1983: Lulu (Anderes Arrangement und Gesang sowie textliche Abweichung an einer Stelle, im Gegensatz zum Original des Albums Stephan Sulke 7 – Kekse)
- 1984: Liebe gibts im Kino
- 1984: Papierlischwizer (Der Text dieses Liedes ist in Schweizerdeutsch (Schwizerdütsch))
- 1985: Und ich mach es halt doch noch einmal
- 1986: Ich will dein Haus sein
- 1986: Na du Kleene
- 1988: Du ich bin doch nicht dein Dackel
- 1988: Opa
- 1988: Ganz oben
- 1989: Certo che ti amo (mit Rosanna)
- 2000: Egal
- 2004: Komisch
- 2004: Sauerstoffbenutzungsschein
- 2011: Schöne Weihnachtszeit
- 2020: Uschi 2020

### Beiträge zu Kompilationen
als Stephan Sulke
- 2018: Das The-Beatles-Lied Rocky Raccoon coverte Sulke (in englischer Sprache) exklusiv für die folgende genannte CD der deutschen Rolling-Stone-Zeitschrift, Ausgabe 289 vom November 2018. Dieser lag die CD The White Album Covered »Rare Trax 114« mit sieben Liedern von sieben verschiedenen Musikern und Bands bei.

## Bücher
- Stephan Sulke: Kekse. Arena, D-Würzburg 1982, ISBN 3-401-04014-6. 134 Seiten. Sprüche, Aphorismen und ungereimte Gedichte von Stephan Sulke, mit einem Vorwort von Alfred Biolek, (Gebundenes Buch).
- Stephan Sulke: Liebe gibts im Kino. Arena, D-Würzburg 1984, ISBN 3-401-04094-4. 128 Seiten. Sulke beschreibt in diesem Buch Stationen seines Lebens, (Gebundenes Buch).
- Stephan Sulke: Gabor Senneck. edition KB8, D-Schrobenhausen 2023, ISBN 979-83-9309078-4. 241 Seiten. Roman in Deutsch von Stephan Sulke, (Taschenbuch und Kindle).

## Von anderen Musikern gecoverte Sulke-Lieder (Auswahl)
- „Beziehungen“. Dieses Erika-Pluhar-Album aus dem Jahre 1978 enthält, bis auf ein Lied, ausschließlich Titel von Sulke.
- „Wenn ich dann mal reich bin“ (Musik und Text: Stephan Sulke; Original 1977 auf der LP Stephan Sulke 2). 1978 Neuaufnahme von Katja Ebstein auf ihrer Platte So wat wie ick et bin… kann nur aus Berlin sein. Titel: „Wenn ick dann mal reich bin“.
- „Sie war“ (Musik und Text: Stephan Sulke; Original 1977 auf der LP Stephan Sulke 2). 1978 Neuaufnahme von Katja Ebstein auf ihrer Platte So wat wie ick et bin… kann nur aus Berlin sein. Titel: „Wenn über eene olle Sache mal wieder Jras jewachsen is“.
- „He Du da“. Dieses von Dieter Reith arrangierte Katja-Ebstein-Album aus dem Jahre 1980 enthält, bis auf vier Lieder, ausschließlich Titel von Sulke. Es sind acht von Ebstein interpretierte Sulke-Coverversionen sowie vier von Stephan Sulke eigens für Katja Ebstein komponierte und getexteten Nummern. Eine davon ist Du, ich und sie, die Stephan Sulke fünf Jahre später, mit leicht angepasstem Text, für seine eigene LP Versöhnung, unter gleichem Titel Du ich und sie, neu aufnahm und das erste Mal unter seinem Namen veröffentlichte.
- „Uschi“ (Musik und Text: Stephan Sulke; Original 1981 auf der LP Stephan Sulke 6). 1982 Neuaufnahme von James Last auf seiner Platte Sing mit – Wir wollen Spass!. Titel: „Uschi“.
- „Ich hab dich bloß geliebt“ (Musik und Text: Stephan Sulke; Original 1979 auf der LP Stephan Sulke 4). 1983 Neuaufnahme von Herbert Grönemeyer auf seinem Album Gemischte Gefühle. Titel: „Ich hab dich bloss geliebt“ sowie 1995 Grönemeyers Live-Aufnahme auf seinem Album Unplugged. Titel: „Bloß geliebt“.
- „Silhouet“. Auf diesem Benny-Neyman-Album aus dem Jahre 1986, befinden sich ausschließlich Sulke-Coverversionen, in niederländischer Sprache, elf an der Zahl. Die Sulke-Texte übersetzte Neyman selbst ins Niederländische.
- „Opa“ (Musik und Text: Stephan Sulke; Original 1987 auf seiner LP 13). 2018 wurde dieses Lied als Basis für eine Hip-Hop-Version vom Mannheimer Duo mankiiDiApe verwendet. Titel: „Keiner so wie du“, featuring Stephan Sulke.
- „Komisch“ (Musik und Text: Stephan Sulke; Original 2004 auf seiner LP 60). 2021 wurde dieses Lied als Basis für eine Version von der deutschsprachigen Hip-Hop-Band Manfred Groove auf deren Platte Hinter der Tapete – Album No. 4 verwendet. Titel: „Schon Komisch“, featuring Stephan Sulke.